# Barretaine
Barretaine là một xã trong vùng hành chính Franche-Comté, thuộc tỉnh Jura, quận Lons-le-Saunier, tổng Poligny. Tọa độ địa lý của xã là 46° 49' vĩ độ bắc, 05° 42' kinh độ đông. Barretaine nằm trên độ cao trung bình là 550 mét trên mặt nước biển, có điểm thấp nhất là 471 mét và điểm cao nhất là 591 mét. Xã có diện tích 9.23 km², dân số vào thời điểm 1999 là 199 người; mật độ dân số là 22 người/km².

## Địa điểm tham quan
Nhà thờ của làng từ thế kỉ 18.